# Jettingen (Haut-Rhin)
Jettingen je francouzská obec v departementu Haut-Rhin v regionu Grand Est. V roce 2014 zde žilo 506 obyvatel.

## Poloha obce
Sousední obce jsou: Berentzwiller, Franken, Helfrantzkirch, Steinsoultz a Zaessingue.

## Vývoj počtu obyvatel
Počet obyvatel